# Gewog di Shumar
Il gewog di Shumar è uno degli undici raggruppamenti di villaggi del distretto di Pemagatshel, nella regione Orientale, in Bhutan.